# فارون غروفر
فارون غروفر (بالإنجليزية: Varun Grover)‏ هو عالم حاسوب أمريكي، ولد في 1959.